# Friðrik Rúnarsson
Friðrik Ingi Rúnarsson es un entrenador y exjugador islandés de baloncesto. Como entrenador, ha ganado tres campeonatos islandeses y ha guiado a su equipo a las finales un total de siete veces.
Rúnarsson fue mánager general de la Federación Islandesa de Baloncesto de 2006 a 2014 y seleccionador nacional de Islandia de 1999 a 2003.
Tras la dimisión de Borce Ilievski se hizo cargo del ÍR Reykjavík el 8 de noviembre de 2021.